# 풋아몬드

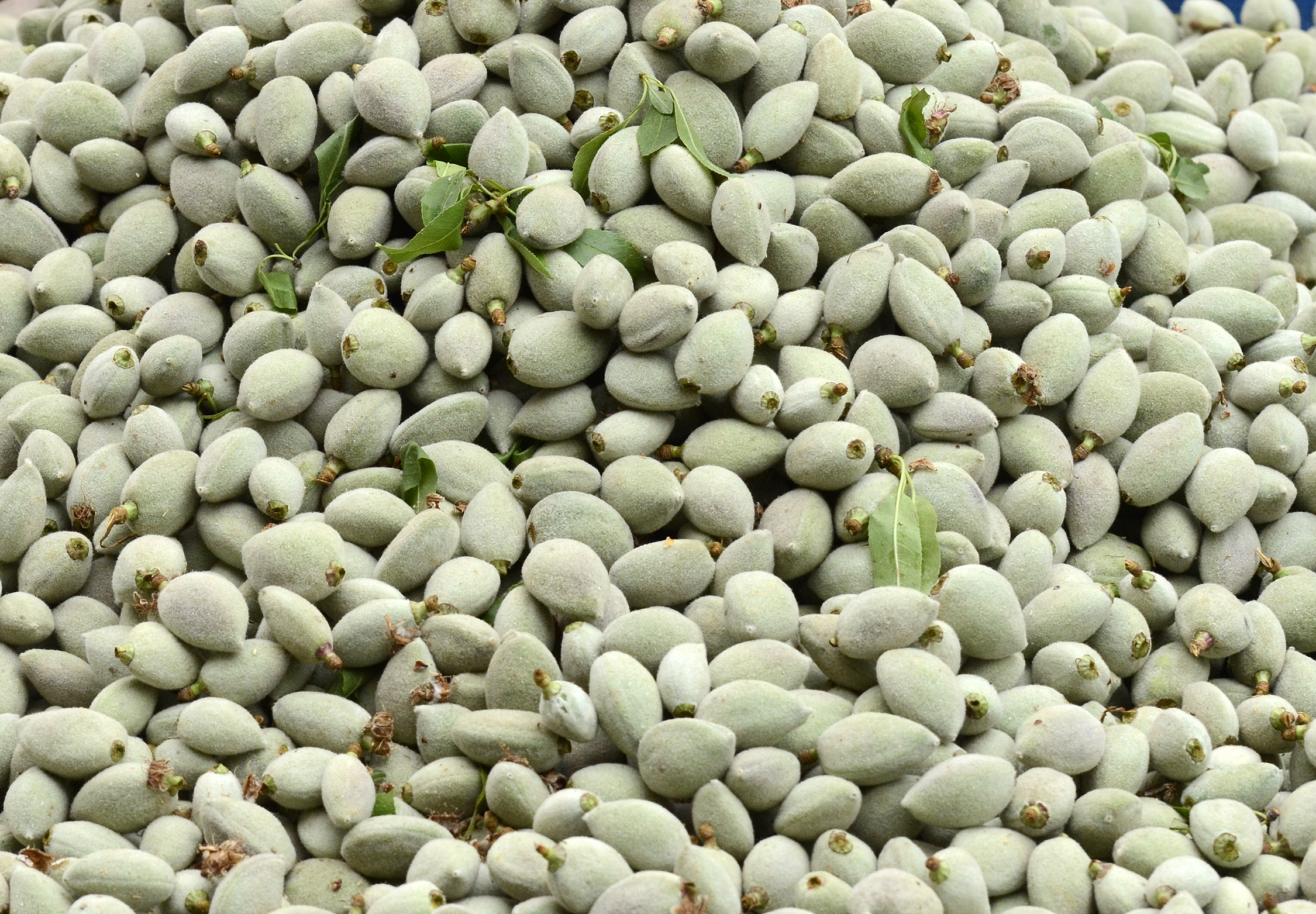
풋아몬드

풋아몬드(-almond)는 덜 익은 아몬드 열매이다. 주로 중동의 튀르키예, 이란, 이스라엘 및 아랍 세계에서 생산·소비된다. 페르시아어 차갈레바담(چغاله‌بادام)이나 튀르키예어 찰라(çağla), 영어 그린 아몬드(green almond) 등으로도 알려져 있다. 페르시아어 "차갈레(چغاله)"는 "풋열매", "바담(‌بادام)"은 "아몬드"라는 뜻이며, 튀르키예어 "찰라(çağla)"는 페르시아어 "차갈레"에서 유래한 차용어이다.

## 사진

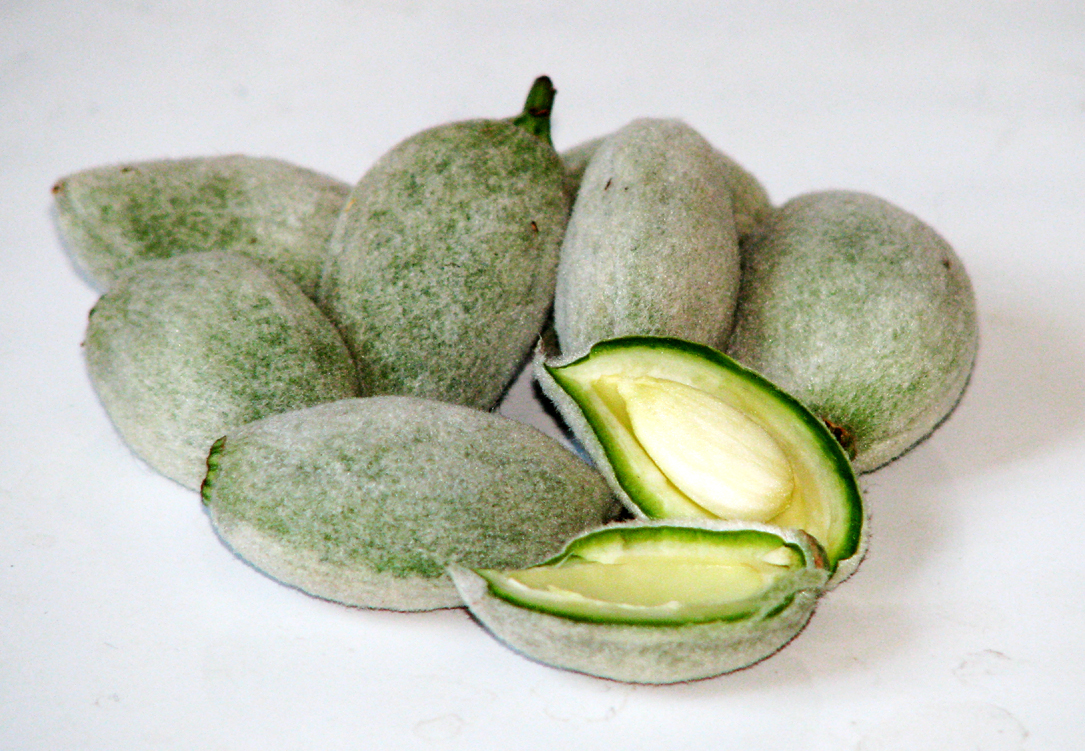
풋아몬드 단면
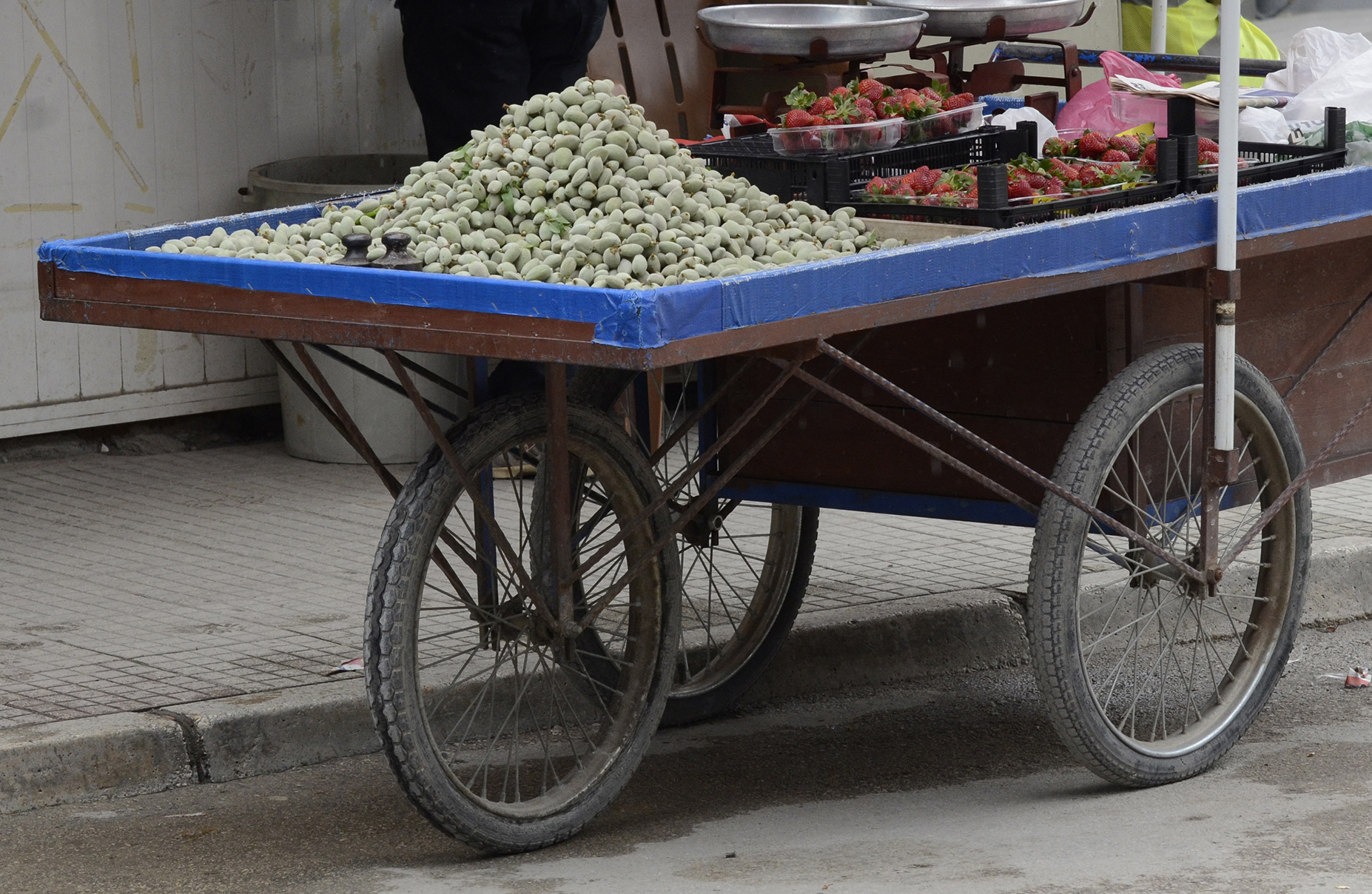
풋아몬드를 파는 터키의 노점상